# HNK Dubrovnik 1919
O HNK Dubrovnik 1919 foi um clube de futebol croata sediado na cidade de Dubrovnik.

## História
O clube foi fundado em 1922 sob o nome de NK Jug. Ele apareceu devido à fusão com outro clube de Dubrovnik, daí o 1919 em seu nome. Em 1951 fundiu-se com Borac e Željezničar e foi rebatizado como NK Dubrovnik.
Em 1978, retorna ao nome original de NK Jug, e no ano seguinte se funde com outro clube da cidade, o GOŠK. O clube muda de nome para GOŠK Jug então. Sob esse nome entrou na Segunda Divisão Federal da ex-Iugoslávia e lá permanece nos próximos dez anos.
Coma fundação do campeonato croata de futebol, o clube conquista o direito de disputar a 1. HNL. Em 19 de fevereiro de 1992, mudou de nome para HNK Dubrovnik. Mais tarde, o clube afunda em uma grave crise por conta da 2ª Liga do Condado de Dubrovnik-Neretva.
Em agosto de 2015, o Dubrovnik 1919 é absorvido pelo rival da cidade, o GOŠK e, em seguida, dissolvido.